# 乡音
《乡音》是1983年上映的中国大陆剧情片，由珠江电影制片厂摄制，胡炳榴执导，张伟欣、刘延主演。影片获1984年第4届中国电影金鸡奖最佳故事片奖。